# Kurume
Kurume (久留米) là một thành phố miền Nam của tỉnh Fukuoka, Nhật Bản. Thành phố được thành lập vào năm 1889.
Đây là đô thị đông dân thứ ba trong tỉnh Fukuoka và đông dân thứ tám ở Kyūshū. Thành phố có quan hệ mật thiết với các địa phương khác ở phía Nam Fukuoka và phía Đông Saga. Do quy mô và vai trò của mình, Kurume được công nhận là một đô thị trung tâm vùng của vùng Kyūshū từ tháng 4 năm 2008.
Thành phố có nhiều cơ sở sản xuất của các hãng sản xuất lốp xe và đồ cao su như Bridgestone và Asahi Corporation. Thành phố cũng là nơi sản xuất sake nhiều thứ ba ở Nhật Bản sau hai thành phố Kyōto và Kobe.
Trong thành phố có 3 trường đại học (đều là dân lập) và hai trường cao đẳng (cũng đều là dân lập), 1 trường trung cấp nghề.
Các doanh nhân nổi tiếng xuất thân từ Kurume là: Hibi Ōsuke - người sáng lập tập đoàn bách hóa cao cấp Mitsukoshi, Tanaka Hisashige - người sáng lập tập đoàn Toshiba.
Các đặc sản địa phương là ramen (mì nước), yakitori (thịt gà xiên nướng).